# 알라브 다만후르 경기장
알라브 다만후르 경기장(아랍어: ملعب العاب دمنهور, 영어: Ala'ab Damanhour Stadium)은 이집트 다만후르에 위치한 경기장으로 총 수용 인원은 8,000명이다. Ala'ab Damanhour의 클럽 수준의 주로 축구 경기에 사용된다. 또한 1974년 아프리카 네이션스컵 기간 동안 세 경기를 개최하기도 했다.